# Leluthia disrupta
Leluthia disrupta är en stekelart som först beskrevs av Sergey A. Belokobylskij 1994.  Leluthia disrupta ingår i släktet Leluthia och familjen bracksteklar. Inga underarter finns listade i Catalogue of Life.